# Dunkovycja
Dunkovycja, dříve česky Dunkovice, ukrajinsky Дунковиця, maďarsky Nyíresújfalu, je ves ležící v Zakarpatské oblasti Ukrajiny, v okrese Berehovo. Je součástí jednotného územního společenství (hromady) Kamjanske. V roce 2001 zde žilo 815 obyvatel.